# Richard von Bienerth-Schmerling
El barón Richard von Bienerth, después de 1915 Conde von Bienerth-Schmeling (Verona, 2 de marzo de 1863 - Viena, 3 de junio de 1918), fue un estadista austriaco.
Era el hijo del Teniente-Mariscal de Campo austriaco Karl von Bienerth (1825-1882) y nieto por parte materna del Ministro de Estado y después Presidente del Alto Tribunal de Casación Anton von Schmerling (1805-1893).
Richard Freiherr von Bienerth entró al servicio del estado en 1884 en la gobernación de Estiria, se embarcó en una carrera en el servicio civil después de 1886 en el ministerio de educación en Viena, y entre 1899 y 1905 fue Vicepresidente de la inspección escolar de la Baja Austria. Tomó las riendas del ministerio de educación el 11 de septiembre de 1905 como jefe de sección en el gabinete de Paul Gautsch von Frankenthurn, una posición que mantuvo en el efímero gobierno del Príncipe Konrad de Hohenlohe-Waldenburg-Schillingsfürst. En el gabinete del Barón Max Wladimir von Beck fue ministro del interior entre el 2 de junio de 1906 y el 15 de noviembre de 1908 y trabajó en el proyecto de reforma electoral (la introducción del sufragio masculino universal) de 1907. Después de la caída de Beck, el emperador Francisco José I eligió a Bienerth como primer ministro, un puesto que mantuvo entre el 15 de noviembre de 1908 y el 28 de junio de 1911. El gobierno perdió su mayoría parlamentaria en las elecciones al Reichsrat de junio de 1911, que llevó grandes pérdidas para el Partido Socialcristiano y el Club de Polonia, y Bienerth dimitió como primer ministro. Entonces fue seleccionado como gobernador de la Baja Austria, sucediendo al Conde Erich Kielmansegg. A pesar de sufrir una enfermedad incurable, permaneció en el puesto hasta el 28 de noviembre de 1915. Cuando dimitió como gobernador, el emperador lo elevó al rango de Conde.